# Callithrix nigriceps
Mico nigriceps · Ouistiti à tête noire
Espèce
Synonymes
- Callithrix nigriceps

Statut de conservation UICN

 NT  : Quasi menacé
Statut CITES
Le Ouistiti à tête noire (Mico nigriceps ou Callithrix nigriceps) est une espèce de primates de la famille des Callitrichidae.

## Autres noms
Black-headed marmoset ; Sagui-de-cabeça-preta (Brésil).

## Distribution
Nord-ouest du Brésil, au sud du Rio Madeira. Occupe une petite zone vaste comme le département des Landes à l’est de la localité d’Humaita. Elle est délimitée par le Rio dos Marmelos à l’est, le Rio Madeira au nord et à l’ouest, le bas Rio Jí-Paraná au sud-ouest et au sud.

## Habitat
Forêt secondaire et forêt perturbée. Lisière de forêt.

## Description
Petite espèce trapue et robuste. Dos gris brunâtre. Dessous jaune à orangé. Bras jaune à orangé et jambes avec une raie roux orangé. Base de la queue brun sombre dessus et brun roussâtre dessous, le reste étant noir à l’exception d’une coloration brun roussâtre située à mi-queue. Dessus des pieds et mains noir. Front et couronne noirs. Face et oreilles sombres, nues et pigmentées. Pas de touffe auriculaire. Le mâle a un scrotum nu et non pigmenté (donc pâle).

## Mensurations
Corps 20,6 cm (de 19 à 22 cm). Queue de 31 à 33 cm. Poids 370 g (de 330 à 400 g).

## Locomotion
Quadrupède.

## Comportements basiques
Diurne. Arboricole.

## Alimentation
Frugivore-gommivore-insectivore.

## Menaces
Menacé par la Transamazonienne et l’autoroute du Rondônia.

## Conservation
Néant.

## Statut
Insuffisamment documenté.